# Bilkî, Irșava
Bilkî (în ucraineană Білки) este o comună în raionul Irșava, regiunea Transcarpatia, Ucraina, formată numai din satul de reședință.

## Demografie
Componența lingvistică a comunei Bilkî
     Ucraineană (98,91%)
     Alte limbi (1,01%)
Conform recensământului din 2001, majoritatea populației comunei Bilkî era vorbitoare de ucraineană (98,91%), existând în minoritate și vorbitori de alte limbi.